# Myiothlypis nigrocristata
El chiví guicherito, arañero cabecinegro o reinita crestinegra (Myiothlypis nigrocristata) es una especie de ave de la familia Parulidae, que se encuentra en Colombia, Ecuador, Perú y Venezuela.

## Hábitat
Vive en los Andes, en los bordes del bosque de montaña o en zonas con abundantes arbustos, hasta los 2.000 m de altitud, frecuentemente cerva de bambús del género Chusquea.

## Descripción
Mide entre 13,5 y 14 cm de longitud y pesa en promedio 14 g. El dorso es color oliva brillante y amarillento, con la corona negra, bordeada por debajo de franjas superciliares amarillas cortas, seguida de banda ocular negra. El pecho y el vientre son de color amarillo brillante en el centro y oliva a los lados.